# Senillé
Senillé és un municipi francès situat al departament de la Viena i a la regió de la Nova Aquitània. L'any 2007 tenia 640 habitants.

## Demografia

### Població
El 2007 la població de fet de Senillé era de 640 persones. Hi havia 248 famílies de les quals 48 eren unipersonals (28 homes vivint sols i 20 dones vivint soles), 108 parelles sense fills, 88 parelles amb fills i 4 famílies monoparentals amb fills.
La població ha evolucionat segons el següent gràfic:
Habitants censats

### Habitatges
El 2007 hi havia 287 habitatges, 255 eren l'habitatge principal de la família, 14 eren segones residències i 18 estaven desocupats. 284 eren cases i 3 eren apartaments. Dels 255 habitatges principals, 219 estaven ocupats pels seus propietaris, 30 estaven llogats i ocupats pels llogaters i 6 estaven cedits a títol gratuït; 3 tenien dues cambres, 25 en tenien tres, 72 en tenien quatre i 155 en tenien cinc o més. 209 habitatges disposaven pel capbaix d'una plaça de pàrquing. A 66 habitatges hi havia un automòbil i a 169 n'hi havia dos o més.

### Piràmide de població
La piràmide de població per edats i sexe el 2009 era:
| Homes | Edats   | Dones |
| ----- | ------- | ----- |
| 4     | 95 o +  | 0     |
| 4     | 90 a 94 | 4     |
| 4     | 85 a 89 | 0     |
| 4     | 80 a 84 | 0     |
| 8     | 75 a 79 | 8     |
| 8     | 70 a 74 | 12    |
| 20    | 65 a 69 | 28    |
| 12    | 60 a 64 | 4     |
| 12    | 55 a 59 | 8     |
| 20    | 50 a 54 | 28    |
| 48    | 45 a 49 | 24    |
| 24    | 40 a 44 | 32    |
| 16    | 35 a 39 | 28    |
| 20    | 30 a 34 | 16    |
| 12    | 25 a 29 | 4     |
| 20    | 20 a 24 | 16    |
| 28    | 15 a 19 | 28    |
| 20    | 10 a 14 | 16    |
| 16    | 5 a 9   | 12    |
| 4     | 0 a 4   | 12    |

## Economia
El 2007 la població en edat de treballar era de 418 persones, 323 eren actives i 95 eren inactives. De les 323 persones actives 298 estaven ocupades (161 homes i 137 dones) i 24 estaven aturades (11 homes i 13 dones). De les 95 persones inactives 33 estaven jubilades, 39 estaven estudiant i 23 estaven classificades com a «altres inactius».

### Ingressos
El 2009 a Senillé hi havia 260 unitats fiscals que integraven 663 persones, la mediana anual d'ingressos fiscals per persona era de 19.279 €.

### Activitats econòmiques
Dels 22 establiments que hi havia el 2007, 8 eren d'empreses de construcció, 1 d'una empresa de comerç i reparació d'automòbils, 3 d'empreses d'hostatgeria i restauració, 1 d'una empresa d'informació i comunicació, 2 d'empreses financeres, 3 d'empreses de serveis, 1 d'una entitat de l'administració pública i 3 d'empreses classificades com a «altres activitats de serveis».
Dels 8 establiments de servei als particulars que hi havia el 2009, 3 eren paletes, 1 guixaire pintor, 1 lampisteria, 2 electricistes i 1 restaurant.
L'any 2000 a Senillé hi havia 21 explotacions agrícoles que ocupaven un total de 1.339 hectàrees.

## Equipaments sanitaris i escolars
El 2009 hi havia una escola maternal integrada dins d'un grup escolar amb les comunes properes formant una escola dispersa.

## Poblacions més properes
El següent diagrama mostra les poblacions més properes.